# Gromada Brzezinka (Powiat Gliwicki)
Gromada Brzezinka war eine Verwaltungseinheit in der Volksrepublik Polen zwischen 1954 und 1972. Verwaltet wurde die Gromada vom Gromadzka Rada Narodowa dessen Sitz sich in Brzezince (heute ein Teil von Gliwice) befand und aus 27 Mitgliedern bestand.

Die Gromada Brzezinka gehörte zum Powiat Gliwicki in der Woiwodschaft Katowice (damals Stalinogród). Sie wurde gebildet aus den bisherigen Gromadas Brzezinka und Kozłów der aufgelösten Gmina Ostropa sowie der Gromada Kleszczów der aufgelösten Gmina Rudziniec.
Zum 31. Dezember 1959 wurde die aufgelöste Gromada Rzeczyce in die Gromada Brzezinka eingegliedert.
Die Gromada Brzezinka bestand bis zum 1. Januar 1973.